# Literaturtempel
Der Literaturtempel (Văn Miếu-Quốc Tử Giám) (hán tự: 文廟), auch Literaturpalast genannt, ist ein konfuzianischer, als Nationalakademie erbauter Anlagenkomplex im Westen der Altstadt Hanois in Nord-Vietnam. Er ist der bedeutendste Literaturtempel in Vietnam.

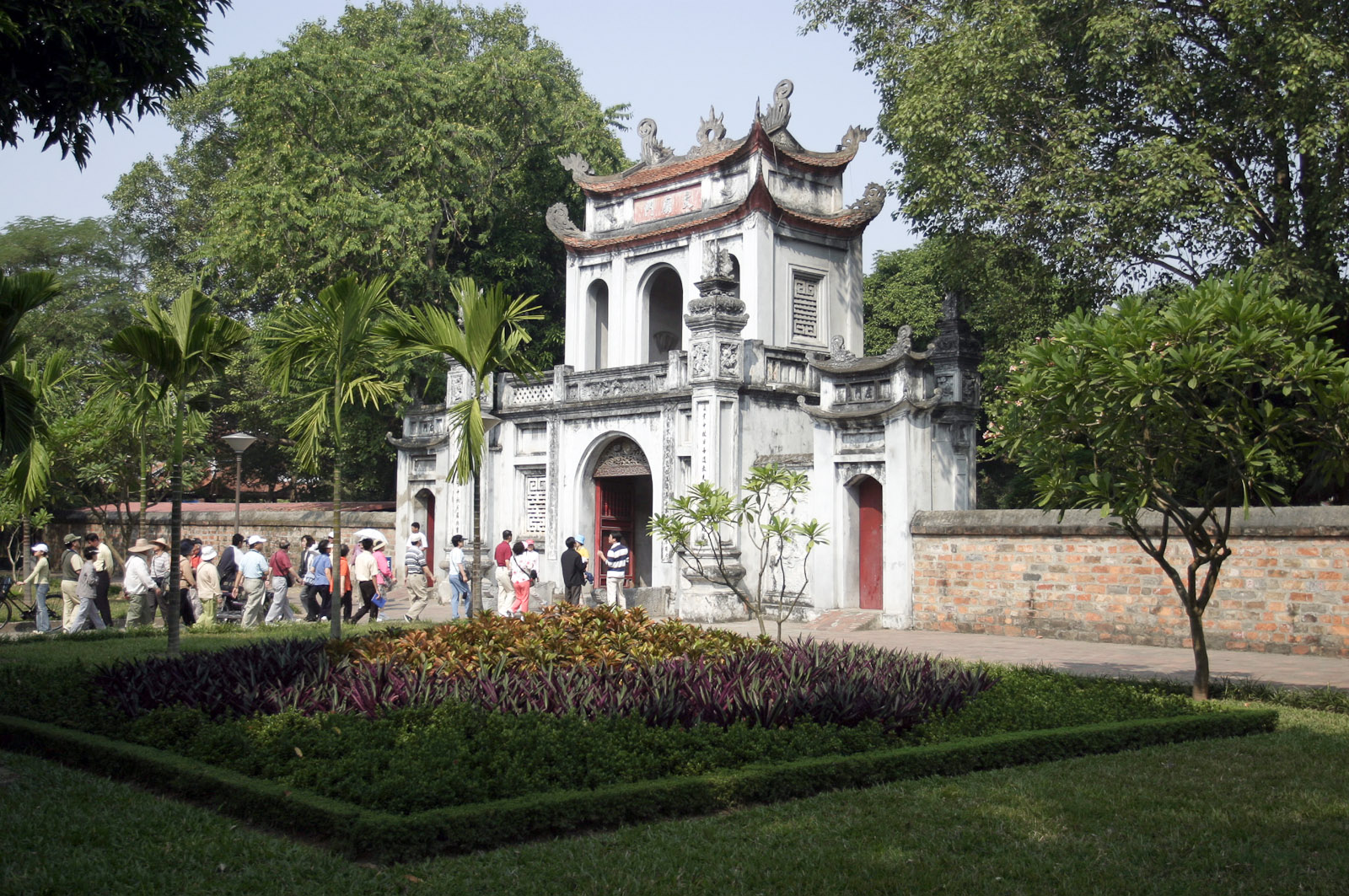
Haupttor zum Tempel

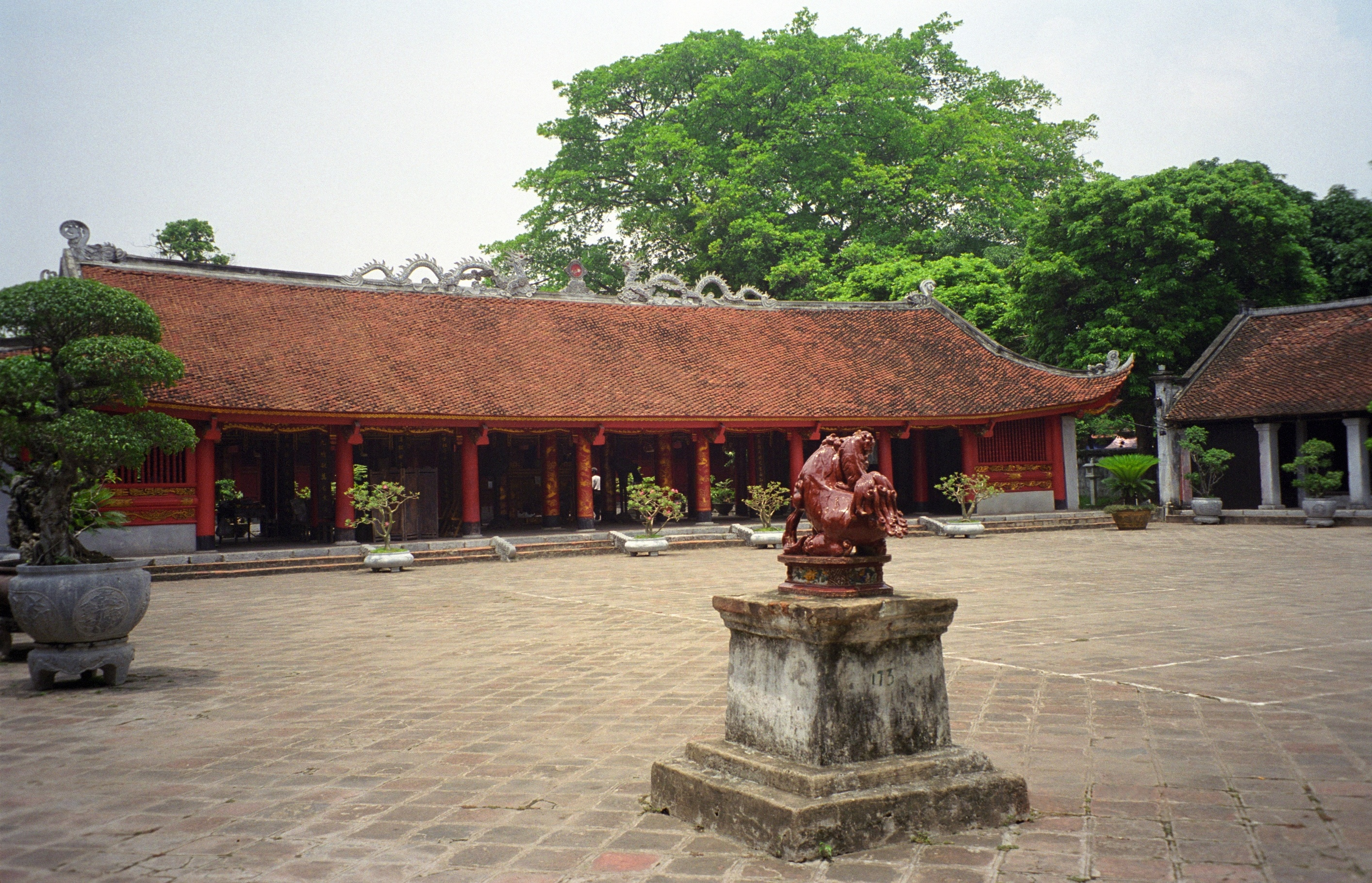
Vierter Innenhof mit der Zeremonienhalle

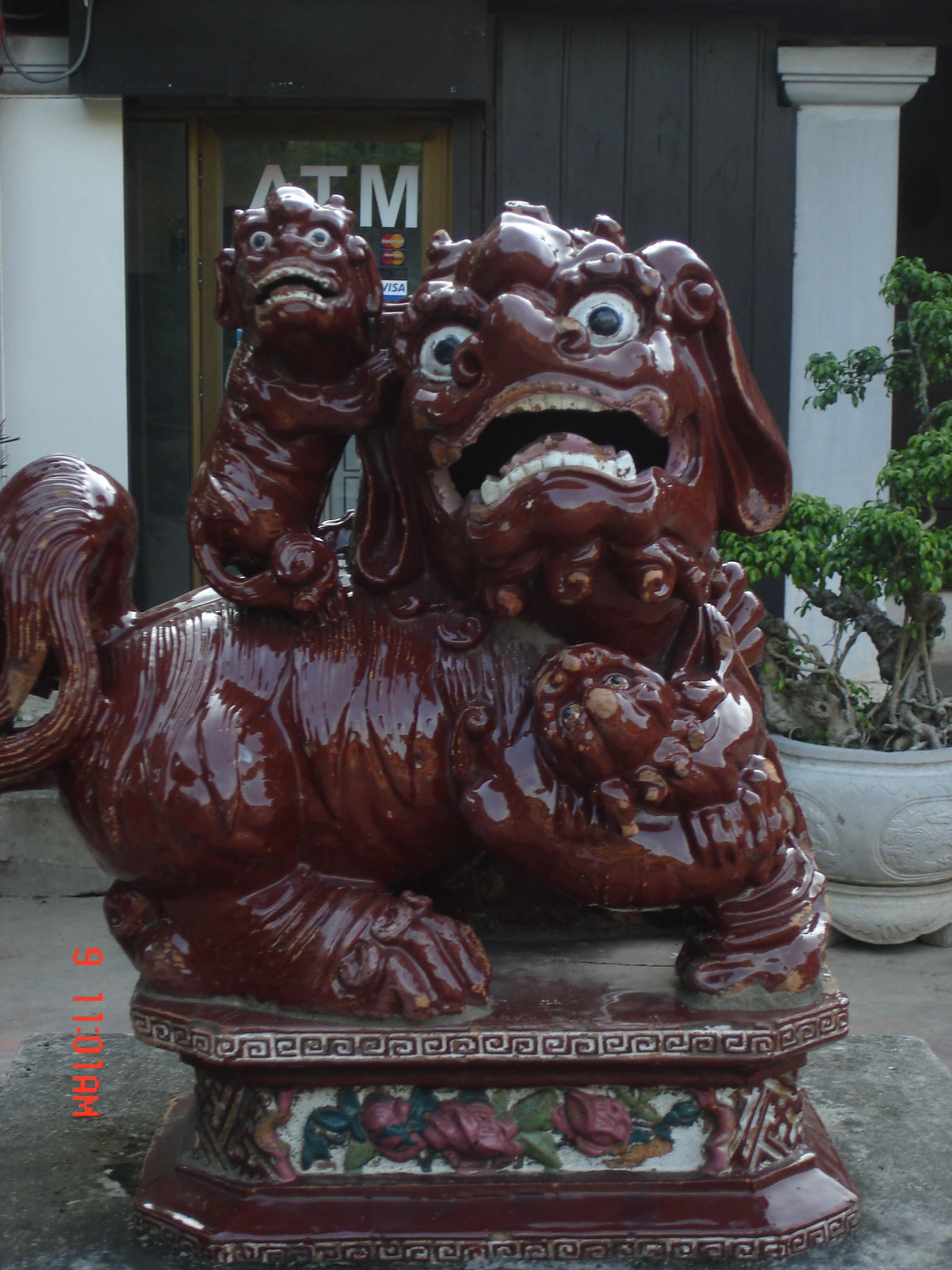
Detail aus dem vierten Innenhof des Literaturpalastes

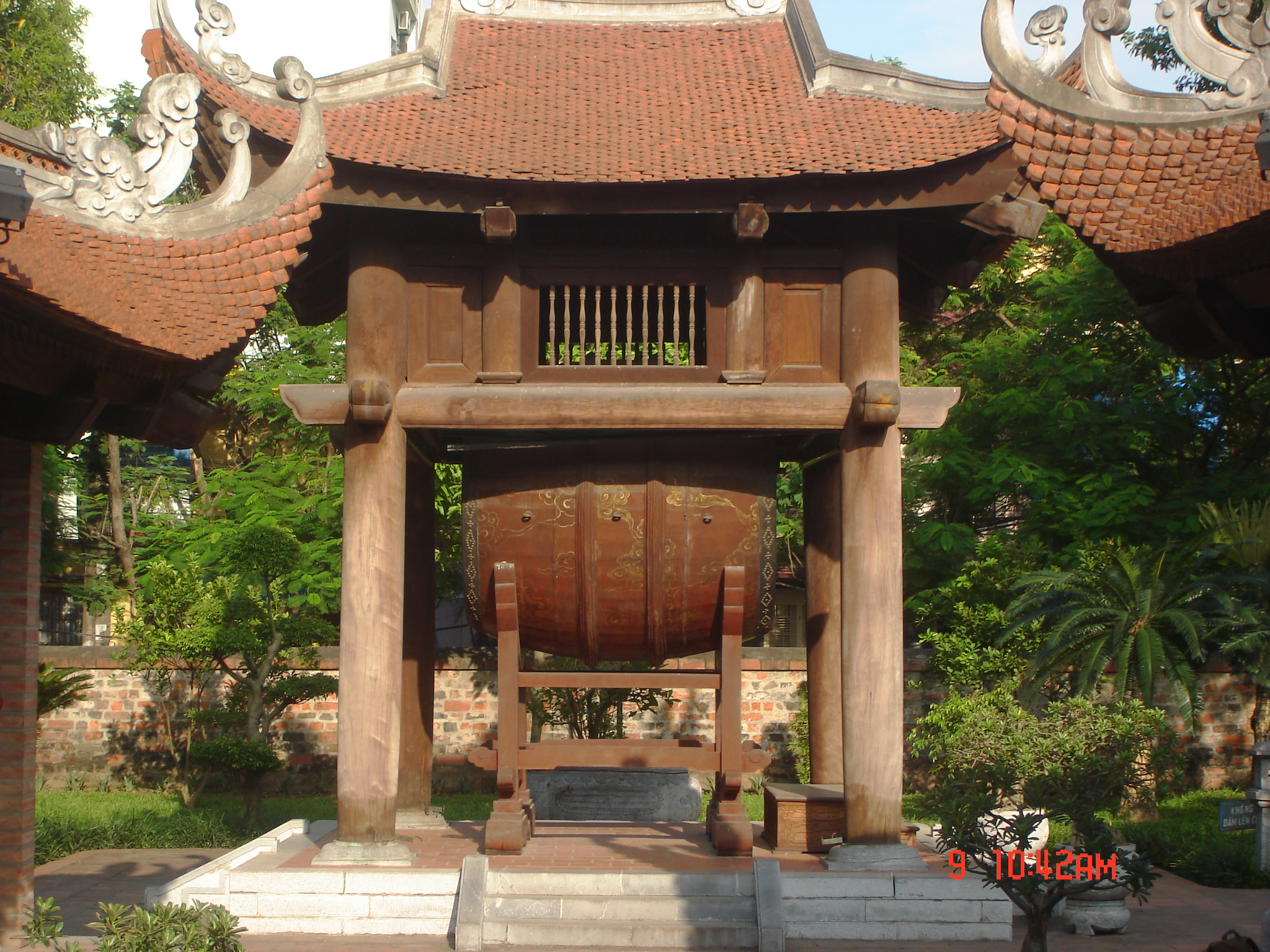
Die zu Zeremonien geschlagene große Trommel

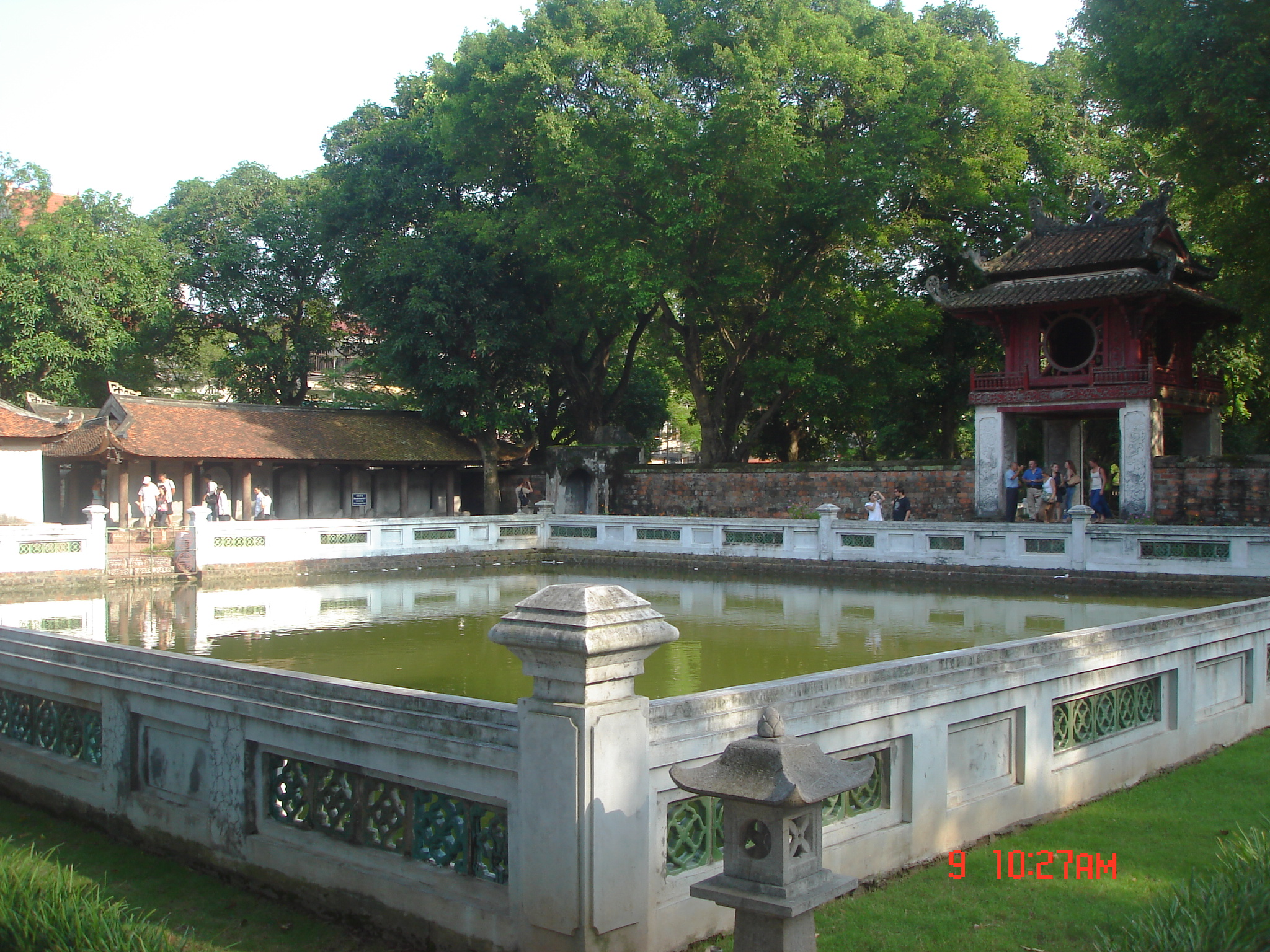
Thien Quang Tinh

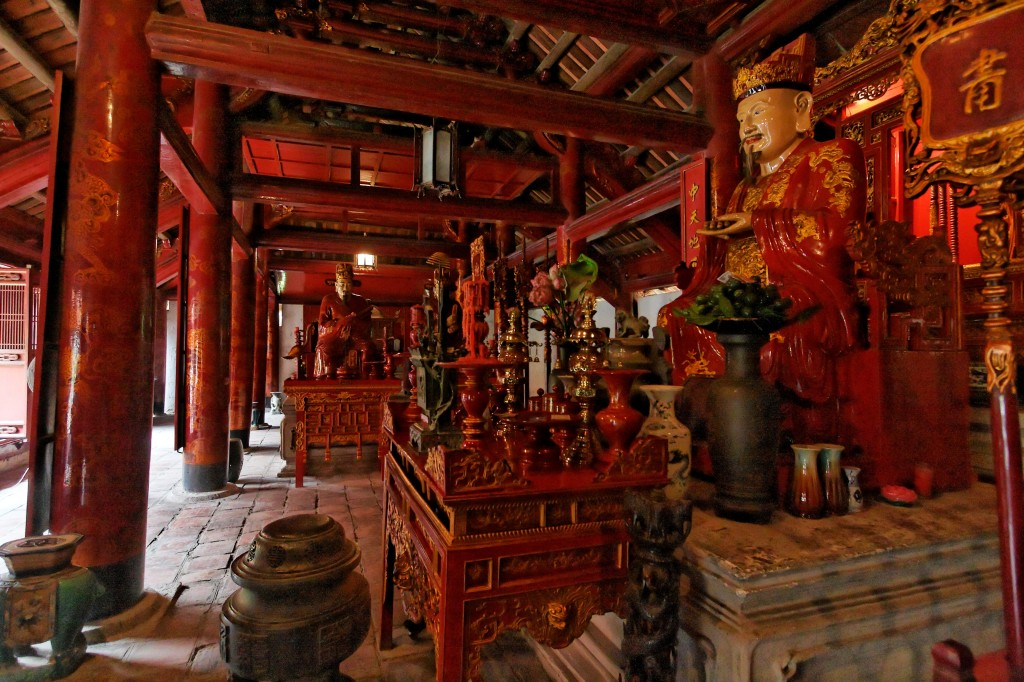
Konfuzius umrahmt von Schülern

## Begriff und Bedeutung
Der Begriff Literaturtempel bezeichnet weder einen Tempel, noch diente die Anlage je religiösen Zwecken. Im Jahr 1070 vom dritten Kaiser der Lý-Dynastie Thánh Tông (Lý Nhật Tôn) erbaut, stellt die Anlage bis heute zwar das Hauptheiligtum Vietnams dar, gleichwohl handelte es sich von Anbeginn um die erste Akademie des Landes, in der mehr als 800 Jahre lang, zwischen 1076 und 1915, die Söhne der Mandarine und verschiedene Hochbegabte der bürgerlichen Aristokratie unterrichtet wurden. 1076 wurde im Gedenken an den weisen Konfuzius (Khổng Tử), Quốc Tử Giám (Kaiserliche Akademie), die Nationale Universität, auf dem Gelände des Literaturtempels gegründet. Der Tempel basiert auf der Grundlage des Konfuziustempels (孔庙 „Kǒng Miào“) in der Geburtsstadt Konfuzius’ Qufu in der chinesischen Provinz Shandong.
Während der Trần-Dynastie (1225 bis 1400) und später nachfolgender Dynastien wurde die Tempelanlage mehrfach überarbeitet. Über die Jahre fanden im Literaturtempel Zerstörungen, Wiederaufbau, erneute Zerstörungen statt. Die Tempelanlage wurde zwischen 1920 und 1956 komplett renoviert, allein 1947 hatte die Rückeroberung Hanois durch französische Truppen gegen die Việt Nam Ðộc Lập Ðồng Minh Hội schwere Schäden am Komplex verursacht (siehe Erster Indochinakrieg). Zuletzt wurde er 2000 restauriert. Heute gilt die Anlage als bedeutende historische und kulturelle Hinterlassenschaft in Hanoi. Eine Teilansicht der Anlage, einen Ausschnitt des Sees der himmlischen Klarheit (Thien Quang Tinh), zeigt die Rückseite der 100.000-Đồng-Banknote (VND, vietnamesische Währung).

## Architektur der Anlage

### Überblick
Der Anlagenkomplex unterteilt sich in fünf ummauerte Innenhöfe, die sich nach klassischem Schema chinesischer Wohn- und Tempelanlagen entlang einer Nord-Süd-Achse aufreihen. Wege und Tore im zentralen Bereich der Hauptachse waren allein den Herrschern vorbehalten. Die seitlich an den Mauern entlangführenden Wegesysteme wurden von Bediensteten und Soldaten genutzt.

### Erster Innenhof
Am Zugang durch das äußere Tor wendet sich eine in zwei Stelen eingelassene Inschrift „ha ma“ (deutsch: „Steige ab!“) an den berittenen Besucher ohne Unterschied von Rang und Namen. Hinter dem Tor beginnt die zentrale Wegeachse. Vor dem ersten Hof liegt das von zwei steinernen Drachen bewachte Haupttor (Van Mieu Mon).

### Zweiter Innenhof
Durch den nächsten Torkomplex, das Große Mittlere Tor (Dai Trung-Tor), betritt man den zweiten Hof. Links daneben gibt es den Zugang durch das Tor des Erworbenen Talents (Dat Tai Mon) und rechts daneben den Zugang durch das Tor der Gewonnenen Tugend (Thanh Duc Mon). Der sich anschließende Innenhof beherbergt einen kleinen Garten. Hier trifft man auf den Khue Van Cac Mon, auf dem das Wahrzeichen Hanois, der zweistöckige Pavillon des Sternbilds der Literatur (Khue Van Cac) steht. Dieser Pavillon diente den Gelehrten als Versammlungsstätte für Debatten, Ansprachen und Lesungen. Er wurde 1802 erbaut und stellt bis heute ein veritables Beispiel vietnamesischer Architektur dar.

### Dritter Innenhof
Links und rechts des Hauptportals eröffnen zwei weitere Tore den Zugang zum dritten Innenhof. Dieser Hof wird dominiert durch einen quadratisch angelegten Teich, den Thiên Quang Tỉnh (Quelle des himmlischen Lichts). Hier stehen zudem die Artefakte des Stelenhofes. Beiderseits finden sich hier die 82 verbliebenen Stein-Stelen. 34 Stelen sind nicht mehr vorhanden. Name, Geburtsort und Ergebnis der Doktorprüfung der insgesamt 1307 Absolventen der kaiserlichen Prüfungen während der Lê- und der Mạc-Dynastien 1442 bis 1779 sind hier eingemeißelt. Alle Kandidaten tragen den höchsten zu vergebenden Titel, tien si. Jede Stele steht auf dem Rücken einer Schildkröte, welche Kraft und ein langes Leben verkörpert. Etliche Stelen tragen florale Muster und die Symbolik von Yin und Yang. Herrschaftliche Drachen kamen erst in der späten Schaffensperiode (18. Jahrhundert) hinzu. Nach der Machtübernahme der Nguyễn-Dynastie hatte der Gia-Long-Herrscher 1807 die Akademie in die seit 1802 neu begründete Hauptstadt Huế verlegt und es fanden nur noch kleinere Prüfungen statt. 1915 schließlich endete das Ausbildungswesen im Literaturtempel.

### Vierter Innenhof
Das Dai Thanh Tor (Tor des Großen Erfolgs) führt in den vierten Innenhof, den eigentlichen Tempelbereich. Die Pavillons zu beiden Seiten bargen einst Statuen und Altäre, die ursprünglich dem Andenken an die 72 bekanntesten Schüler des Konfuzius dienten. Hier wurden die beiden konfuzianistischen Gelehrten Truong Han Sieu und Chu Van An verehrt. Am Nordende des Hofes liegt der eigentliche Konfuzius-Tempel, der aus dem Großen Haus der Zeremonien (Dai Bai Dunong) und der Halle des großen Erfolgs (Dai Thanh Dien) mit dem Allerheiligsten besteht. Einst war sogar dem König dessen Zutritt verboten. Eine Konfuzius-Statue beherrscht die Mitte des abgedunkelten Raumes. Umrahmt ist Konfuzius von seinen vier wichtigsten Schülern Yan Hui (Nhan Uyên), Zengzi (Tăng Sâm), Zisi (Tử Tư), und Mencius (Mạnh Tử). Es finden sich zudem seitlich auf zwei Altären Ahnentafeln von zehn weiteren bedeutenden Schülern. Die Zeremonienhalle ist ein gedrungenes Gebäude mit geschwungenem Dach. Im rotgolden gehaltenen Altarraum opferten der König und seine Mandarine beim Klang von Trommeln und Gongs. Zu den Sehenswürdigkeiten zählen auf Schildkröten stehende Bronze-Kraniche und Schnitzereien (Phönixe, Drachen, Yin-Yang-Symbole, Früchte und Lotosblumen) sowie dekorative Bonsai-Bäume. Heute haben sich Souvenirshops mit Postkartenverkauf und ein kleines Museum etabliert.

### Fünfter Innenhof
Im fünften Hofbereich schließlich befand sich die Nationale Universität (Quoc Tu Giam). In diesem Bereich befanden sich ab 1076 die Lehrräume der Akademie. Ab dem 15. Jahrhundert wurden dort zudem die Schlafsäle der Absolventen untergebracht. Im Rahmen der Gesamtrenovierungen wurde das heutige Erscheinungsbild des fünften Innenhofes erstellt. Vier Gebäude prägen das Terrain. Die beiden Flachbauten dienten den Tempelwächtern (links) und Beamten (rechts) als Unterkunft.

## UNESCO-Weltdokumentenerbe

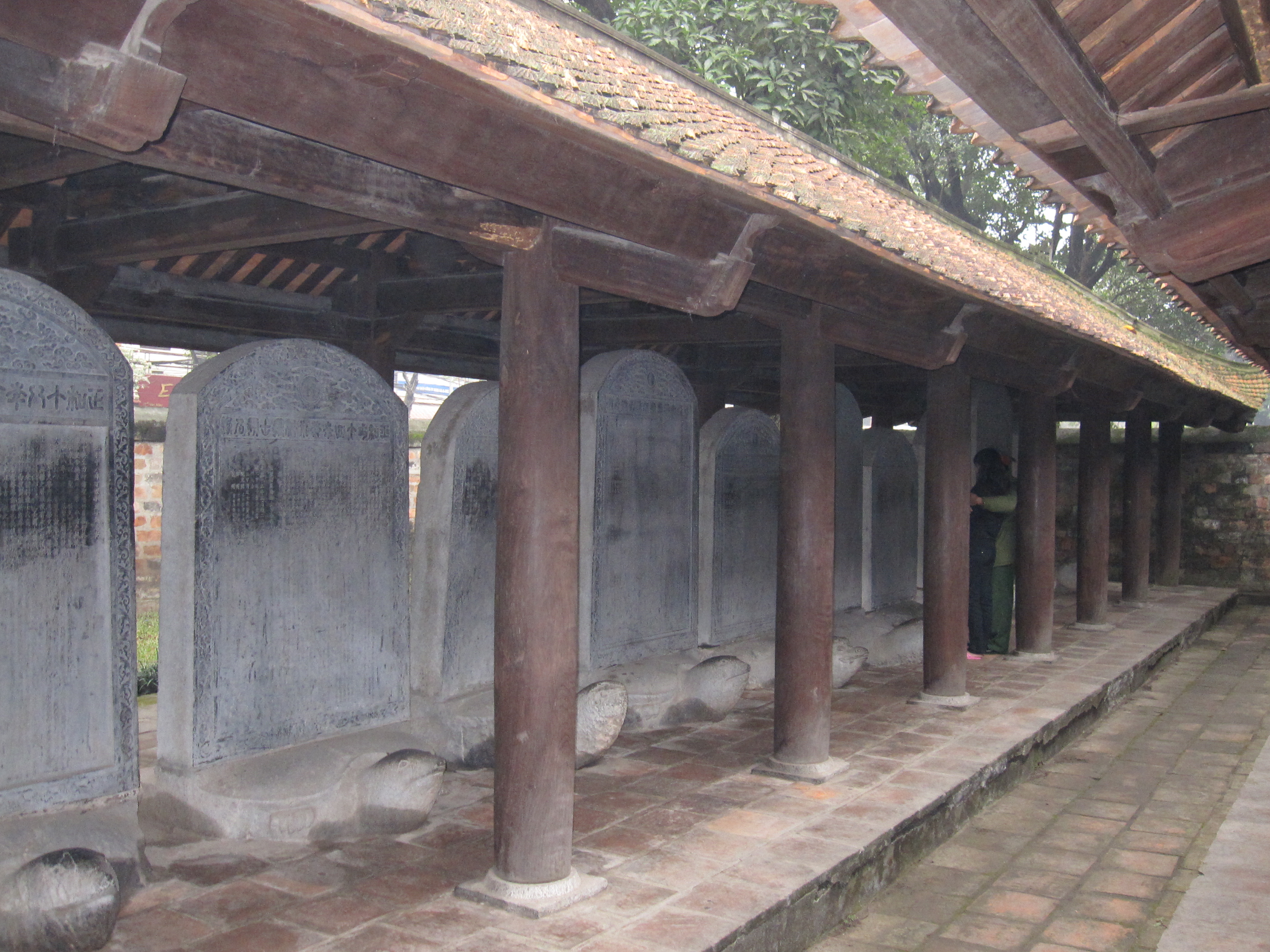
Auf Schildkrötenkörpern fußende Prüflings-Stelen

Die Sammlung der 82 oben beschriebenen Stelen (Doctor’s Steles of Le–Mac Dynasties, Văn Miếu-Quoc Tu Giam) im Literaturtempel wurde am 9. März 2010 in das UNESCO-Weltdokumentenerbe aufgenommen.

## Umgebung
Der Literaturtempel liegt südlich der Zitadelle Thang Long. Er umfasst ein Gelände von 54.000 Quadratmetern, wobei der See der Literatur (Ho Van Chuong), und der Giam Park bei dieser Maßangabe mitberücksichtigt sind. Zwei Kilometer östlich liegt der Hoan-Kiem-See.